# Saison 2016 des Padres de San Diego
La saison 2016 des Padres de San Diego est la 48e saison en Ligue majeure de baseball pour cette franchise.

## Contexte
Malgré les multiples transactions orchestrées par le directeur général A. J. Preller avant la saison 2015, les Padres ne sont jamais compétitifs, et le congédiement en juin de Bud Black, leur gérant depuis 2007, ne semble qu'empirer la situation. Avec un bilan de 74 victoires et 88 défaites, San Diego perd trois matchs de plus qu'en 2014, connaît une 5e campagne perdante de suite, et rate les séries éliminatoires pour le 9e automne consécutif.

## Calendrier pré-saison
L'entraînement de printemps 2016 des Padres se déroule du 2 mars au 2 avril.

## Saison régulière
La saison régulière de 162 matchs des Padres débute le 4 avril par la visite des Dodgers de Los Angeles et se termine le 2 octobre suivant. 

### Classement
| Ligue nationale division Ouest | V  | D  | %    | Diff. | Diff. (séries) |
| ------------------------------ | -- | -- | ---- | ----- | -------------- |
| Dodgers de Los Angeles         | 91 | 71 | ,562 | -     | -              |
| Giants de San Francisco        | 87 | 75 | ,537 | 4     | -              |
| Rockies du Colorado            | 75 | 87 | ,463 | 16    | 12             |
| Diamondbacks de l'Arizona      | 69 | 93 | ,426 | 22    | 18             |
| Padres de San Diego            | 68 | 94 | ,420 | 23    | 19             |

### Avril
- 4 avril : Les Padres sont victimes du blanchissage le plus décisif jamais vu lors du match d'ouverture d'une saison, leur défaite de 15-0 à San Diego contre les Dodgers de Los Angeles éclipsant l'ancienne marque de 14-0 établie en 1911 lors d'une victoire des Pirates de Pittsburgh sur les Reds de Cincinnati[5].
- 6 avril : Blanchis par les Dodgers de Los Angeles 15-0, 3-0 et 7-0, les Padres deviennent la première équipe de l'histoire à perdre les 3 premiers matchs d'une saison sans marquer de point et établissent le nouveau record de 27 manches consécutives sans compter pour ouvrir l'année[6], battant les 26 des Cardinals de Saint-Louis de 1943[7],[8].

## Affiliations en ligues mineures
| Niveau            | Équipe                          | Ligue                         |
| ----------------- | ------------------------------- | ----------------------------- |
| AAA               | Chihuahuas d'El Paso            | Ligue de la côte du Pacifique |
| AA                | Missions de San Antonio         | Texas League                  |
| A-Advanced        | Storm de Lake Elsinore          | California League             |
| A                 | TinCaps de Fort Wayne           | Midwest League                |
| A (saison courte) | Dust Devils de Tri-City         | Northwest League              |
| Ligue des recrues | Padres de la Ligue de l'Arizona | Ligue de l'Arizona            |
| Ligue des recrues | DSL Padres                      | Dominican Summer League       |